# Zakary Bairi
 (août 2025).
La mise en forme du texte ne suit pas les recommandations de Wikipédia : il faut le « wikifier ».
Les points d'amélioration suivants sont les cas les plus fréquents :
- Les titres sont pré-formatés par le logiciel. Ils ne sont ni en capitales, ni en gras.
- Le texte ne doit pas être écrit en capitales (les noms de famille non plus), ni en gras, ni en italique, ni en « petit »…
- Le gras n'est utilisé que pour surligner le titre de l'article dans l'introduction, une seule fois.
- L'italique est rarement utilisé : mots en langue étrangère, titres d'œuvres, noms de bateaux, etc.
- Les citations ne sont pas en italique mais en corps de texte normal. Elles sont entourées par des guillemets français : « et ».
- Les listes à puces sont à éviter, des paragraphes rédigés étant largement préférés. Les tableaux sont à réserver à la présentation de données structurées (résultats, etc.).
- Les appels de note de bas de page (petits chiffres en exposant, introduits par l'outil «  Source ») sont à placer entre la fin de phrase et le point final[comme ça].
- Les liens internes (vers d'autres articles de Wikipédia) sont à choisir avec parcimonie. Créez des liens vers des articles approfondissant le sujet. Les termes génériques sans rapport avec le sujet sont à éviter, ainsi que les répétitions de liens vers un même terme.
- Les liens externes sont à placer uniquement dans une section « Liens externes », à la fin de l'article. Ces liens sont à choisir avec parcimonie suivant les règles définies. Si un lien sert de source à l'article, son insertion dans le texte est à faire par les notes de bas de page.
- La présentation des références doit suivre les conventions bibliographiques. Il est recommandé d'utiliser les modèles {{Ouvrage}}, {{Chapitre}}, {{Article}}, {{Lien web}} et/ou {{Bibliographie}}. Le mode d'édition visuel peut mettre en forme automatiquement les références.
- Insérer une infobox (cadre d'informations à droite) n'est pas obligatoire pour parachever la mise en page.

Pour une aide détaillée, merci de consulter Aide:Wikification.
Si vous pensez que ces points ont été résolus, vous pouvez retirer ce bandeau et améliorer la mise en forme d'un autre article.
Zakary Bairi est un comédien et performeur franco-algérien né le 14 avril 2003 à Bordeaux.

## Biographie
Né à Bordeaux en 2003, Zakary Bairi grandit à Pessac et pratique le piano, avant de s'intéresser aux arts plastiques et de monter plusieurs expositions photographiques.
En 2017, à l’âge de quatorze ans, il joue sous la direction de Michel Schweizer dans Cheptel : Nouvelles du parc humain pendant cinq saisons aux côtés de sept autres adolescents. Il devient un interprète régulier du travail de Michel Schweizer, ils créent ensemble Beau Bizarre, un duo autour de l'album Les Vestiges du chaos de Christophe.
Autodidacte, Zakary Bairi pratique un temps le théâtre en appartement, puis il poursuit sa carrière entre théâtre, performance et danse contemporaine. Révélé par Yves-Noël Genod, à 19 ans, il présente un solo sur Arthur Rimbaud mis en scène par François Stemmer à la Ménagerie de verre avant d'apparaitre dans Plutôt vomir que faillir de Rébecca Chaillon, pièce dans laquelle il aborde sa culture algérienne, devenant l'un des jeunes comédiens les plus en vue du théâtre français.
Par la suite, il est interprète de nombreux metteurs en scènes et chorégraphes tels que Olivia Grandville, Gianni-Grégory Fornet, David Wampach, Céline Champinot, Cédric Gourmelon ou Massimo Furlan.
En 2025, il est sur scène au Festival d'Avignon dans Charles Péguy, ta mère et tes copines, j'en ai rien à foutre de Suzanne de Baecque, aux côtés de l'actrice et du chanteur Hervé Vilard, dans le cadre du programme « Vive le sujet ! ».

### Engagements
En 2021, encore lycéen Zakary Bairi adresse une lettre à Jean-Michel Blanquer, ministre de l'Éducation Nationale, à propos de la réforme du baccalauréat et des mesures sanitaires, il la publie sur le site de Mediapart et reçoit un vif écho.

## Spectacle

### Théâtre
- 2017 : Cheptel, conception Michel Schweizer, MC93, TnBA, Le Lieu Unique, Le Quartz, Théâtre Nouvelle Génération, Théâtre de Lorient, Centre chorégraphique national de Caen et tournée[18]
- 2019 : Sacré-Coeur, texte et mise en scène Tristan Piotto, tournée
- 2021 : Sur le Carreau, conception Yves-Noël Genod, Le Carreau du Temple
- 2021 : Beau Bizarre, conception Michel Schweizer, Festival Discotake
- 2021 : Les amateurs, texte et mise en scène Laura Bazalgette, Festival Chahuts[19]
- 2021 : Ainsi parlait Kâmasûtra, mise en scène Yves-Noël Genod, avec Raphaëlle Rousseau, Mains d'oeuvres[20]
- 2022 : Maudits sont les poètes, conception Zakary Bairi, Marché de la poésie de Bordeaux[21]
- 2022 : Un texte pour la Bastide, texte et mise en scène Gianni-Grégory Fornet, Les Francophonies en Limousin[22],[23]
- 2022 : Mère prison de Emmelyne Octavie, mise en scène Gianni-Grégory Fornet, Les Francophonies en Limousin[24]
- 2022 : Vieux Blond, texte et mise en scène Gianni-Grégory Fornet, Sur le pont et tournée
- 2022 : Rimb, conception François Stemmer, Ménagerie de verre et tournée
- 2022 : Plutôt vomir que faillir, texte et mise en scène Rébecca Chaillon, MC93, Centre dramatique national de Besançon, Théâtre de Gennevilliers, Théâtre Public de Montreuil[25], Théâtre Vidy-Lausanne et tournée
- 2023 : Ma vie avec Bernard Pivot, texte et conception Noël Herpe, Maison de la poésie[26]
- 2024 : Klein, conception Olivia Grandville, tournée
- 2024 : Le Bastion des larmes, texte et conception Abdellah Taïa, Maison de la poésie[27]
- 2025 : Du Folie, chorégraphie David Wampach, Festival Montpellier Danse[28]
- 2025 : Charles Péguy, ta mère et tes copines, j'en ai rien à foutre de Suzanne de Baecque, Festival d'Avignon
- 2025 : Édouard III de William Shakespeare, mise en scène Cédric Gourmelon, Comédie de Béthune, Théâtre de la Tempête et tournée
- 2025 : Le Mauvais Sort, texte et mise en scène Céline Champinot, Théâtre des 13 vents et tournée

### Performance
- 2019 : Travelling, conception Massimo Furlan, Festival Chahuts
- 2021 : Promesses, conception Michel Schweizer et Zakary Bairi, La Maison des Métallos[29]
- 2023 : Goodbye to All d'après Joan Didion, conception Julie Coulon et Zakary Bairi, Nuit Blanche[30]
- 2024 : Cabaret Khalota, conception David Wampach, scène nationale de Alès

## Filmographie

### Courts-métrages
- 2019 : Plus d'un tour dans ton frac ! de Georgette Power
- 2021 : Promesses digitales de Grégoire Beil[31]
- 2021 : Salmo de Morgane Magnier[32]
- 2023 : Les voleurs d'avions de Clara Marquet[33]

### Clips
- 2015 : Seule de Makja
- 2017 : Here comes the night de Seeds Of Mary